# Calopadia phyllogena
Calopadia phyllogena är en lavart som först beskrevs av Johannes Müller Argoviensis, och fick sitt nu gällande namn av Vezda 1986. Calopadia phyllogena ingår i släktet Calopadia och familjen Ectolechiaceae.   Inga underarter finns listade i Catalogue of Life.